# هوهانس گوهاریان
هُوْهانِس گنوشی گوهاریان (ارمنی: Հովհաննես Գևուշի Գոհարյան؛ زادهٔ ۱۸ مارس ۱۹۸۸ در گاوار) یک بازیکن فوتبال در مهاجم اهل ارمنستان است.

## باشگاهی
از باشگاه‌هایی که در آن بازی کرده‌است می‌توان به پیونیک، ایمپالس، باته بوریسف، لوکوموتیو مسکو و اولیس اشاره کرد.

## تیم ملی
وی همچنین در  زیر ۱۷ سال روسیه، زیر ۲۱ سال ارمنستان و تیم ملی فوتبال ارمنستان بازی کرده است. گوهاریان نخستین بازی ملی خود را که یک بازی دوستانه بود در تاریخ ۱۲ اوت ۲۰۰۹ در ایروان در مقابل مولداوی انجام داده‌است.

### گل‌های ملی
| گل | تاریخ     | ورزشگاه                                          | حریف  | گل    | نتیجه | رقابت                                       |
| -- | --------- | ------------------------------------------------ | ----- | ----- | ----- | ------------------------------------------- |
| ۱  | ۲۰۰۹-۹-۰۹ | ورزشگاه جمهوریت وازگن سارگسیان, ایروان, ارمنستان | بلژیک | ۱ – ۰ | ۲ – ۱ | مرحله مقدماتی جام جهانی فوتبال ۲۰۱۰ (اروپا) |

## افتخارات
باته بوریسف
- لیگ برتر فوتبال بلاروس: ۱

۲۰۰۹
- سوپر جام فوتبال بلاروس: ۱

۲۰۰۹
 پیونیک
- لیگ برتر فوتبال ارمنستان: ۱

۲۰۱۰